# Arhitectura neogotică

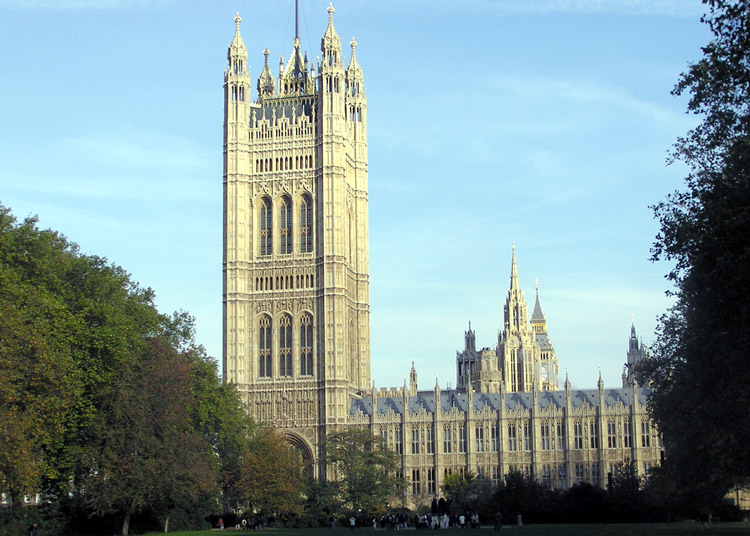
Turnul Victoria al Palatului Westminster, Londra: detaliile neogotice au fost create de A.W.N. Pugin

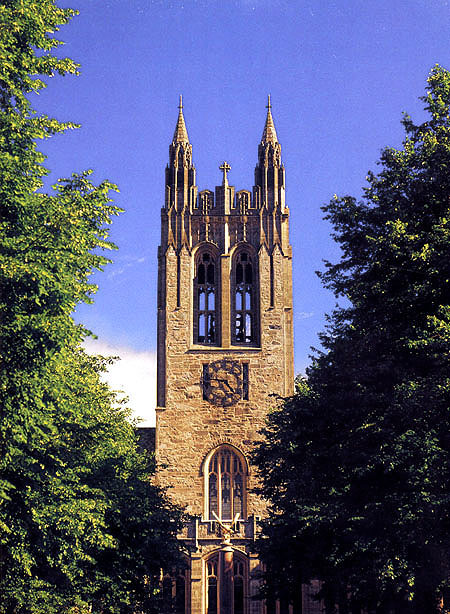
Biserica (RC), Kensington, strada Church, Londra. Stilul neogotic e de Sir Giles Gilbert Scott, 1954-59.

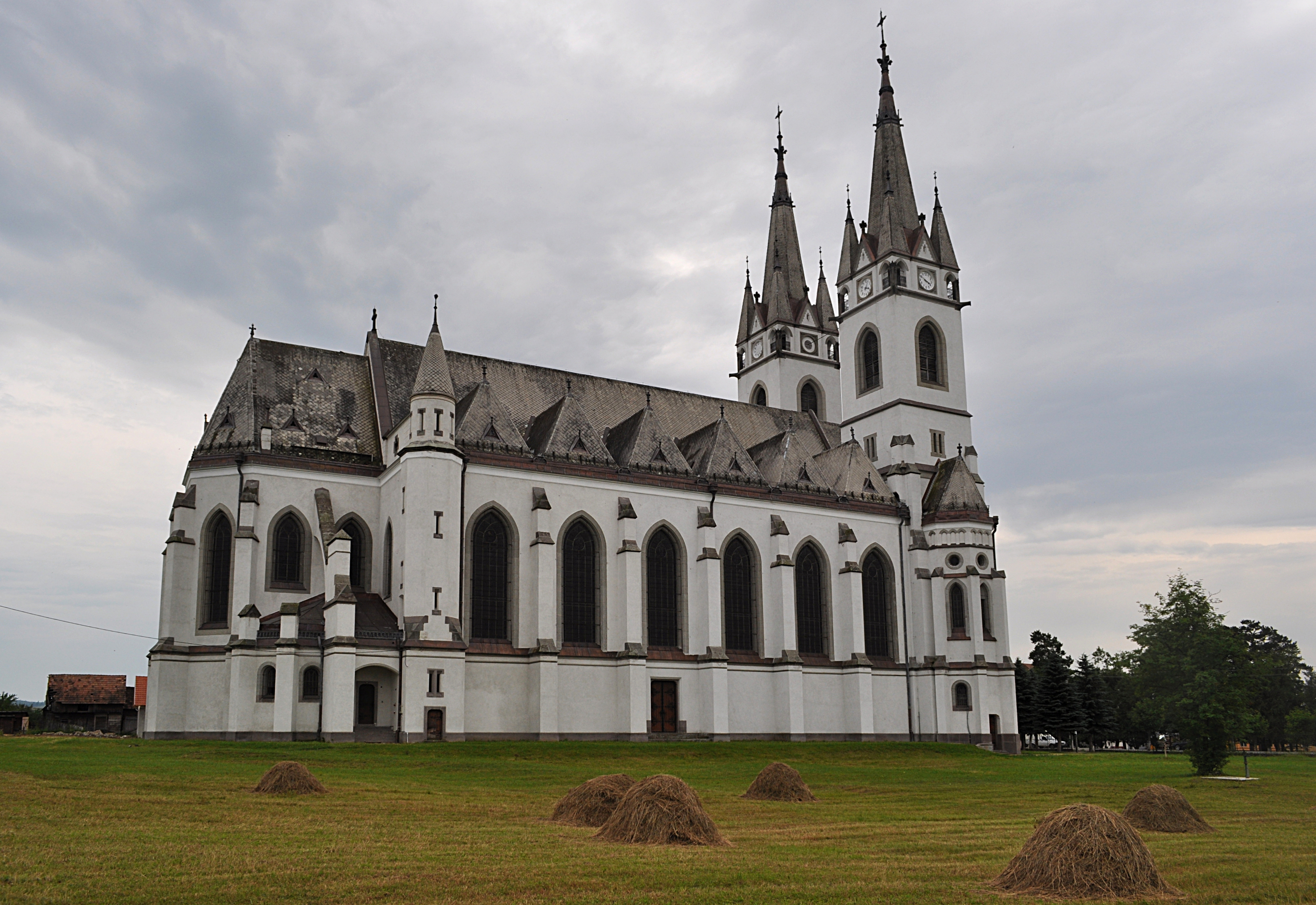
Biserica romano-catolică din Ditrău, 1908-1911

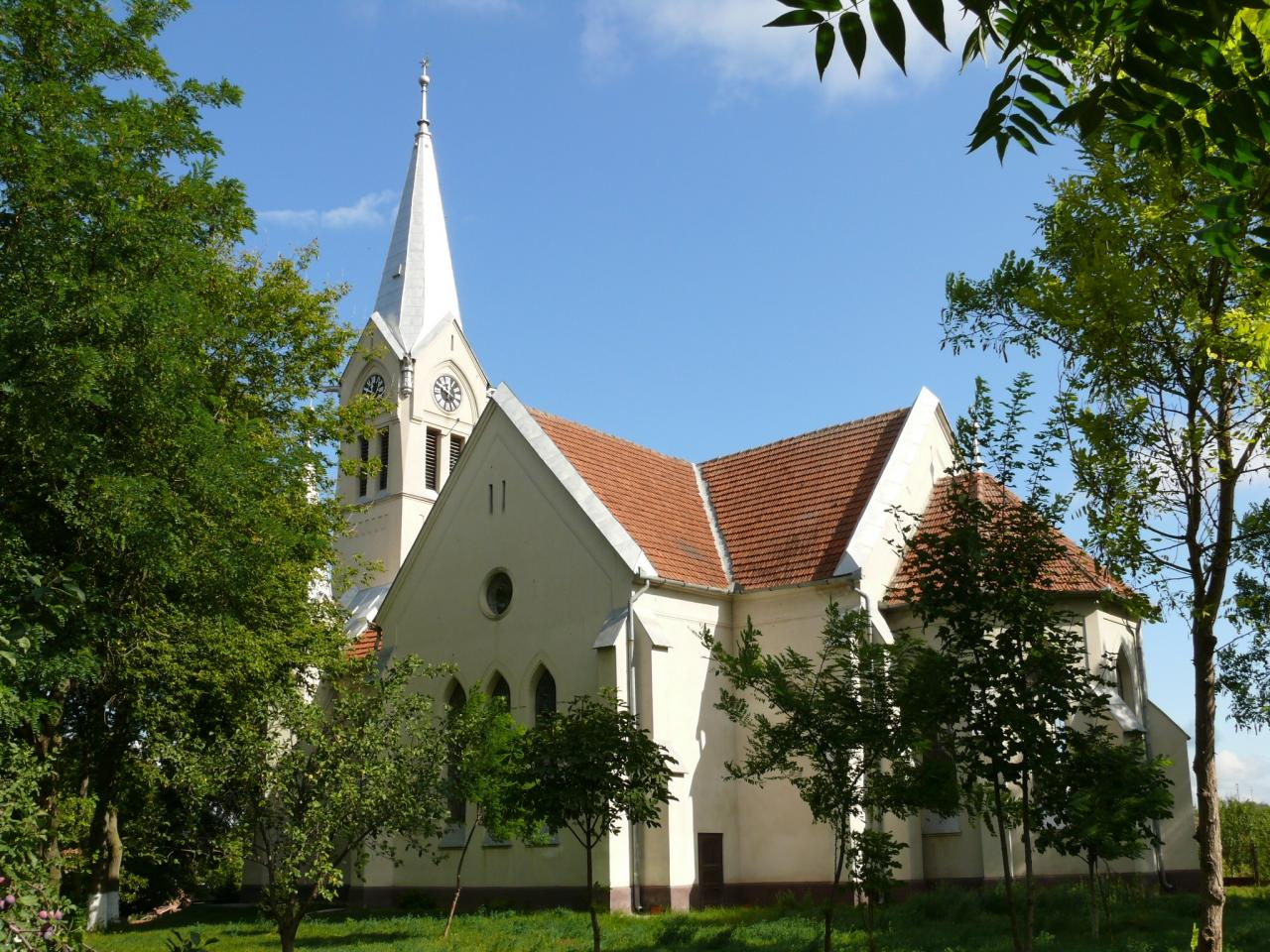
Biserica reformată din Sărmașu, construită după planurile arhitectului Győző Czigler, 1901-1902

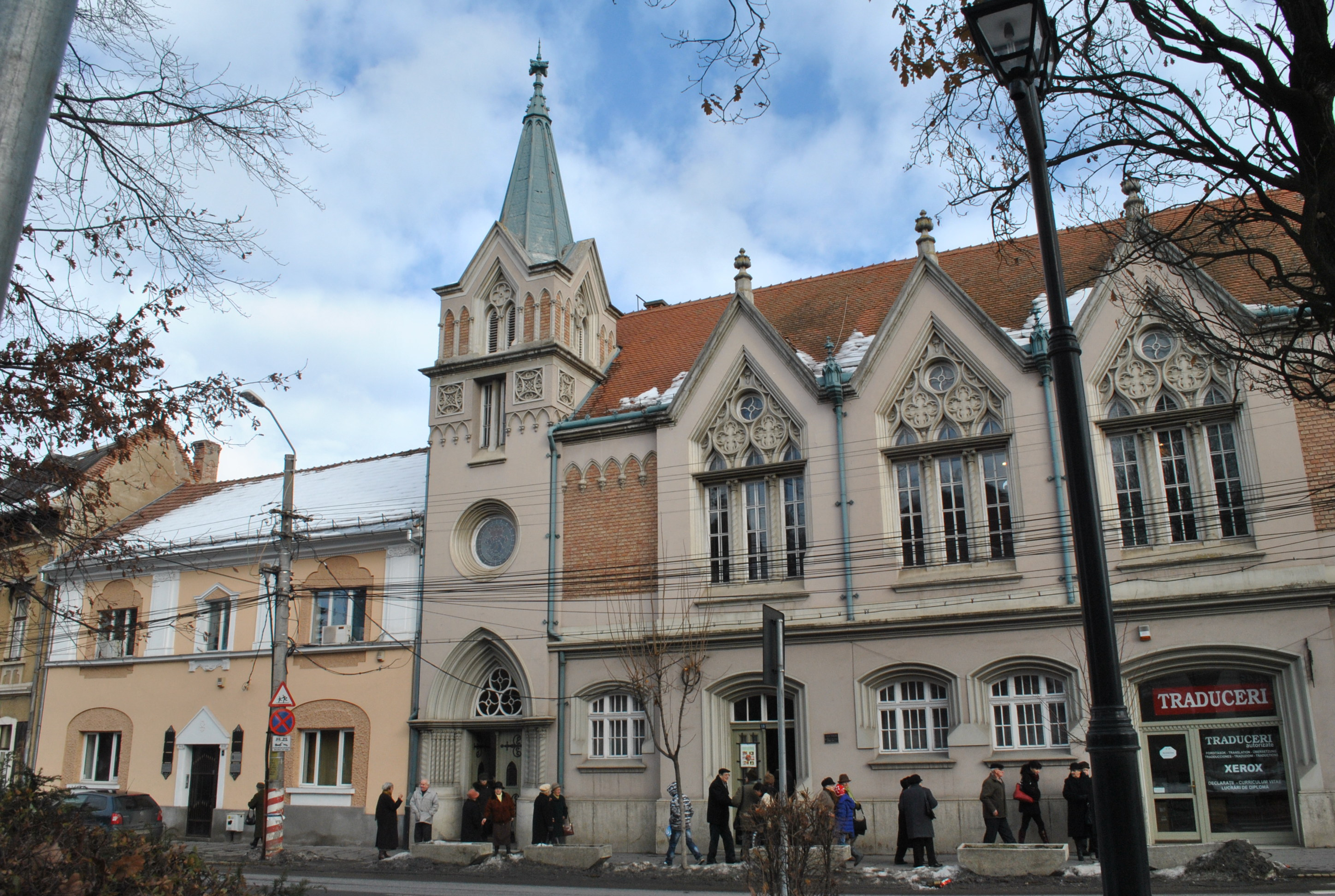
Biserica unitariană din Piața Bolyai, Târgu Mureș, 1929-1930

Arhitectura neogotică (în engleză [The] Gothic Revival) e un stil arhitectural cu origini la mijlocul secolului al XVIII-lea în Anglia. Stilul neogotic și-atingea apogeul în secolul al XIX-lea. Acest curent artistic preconiza revalorificarea arhitecturii gotice medievale. Stilul neogotic este una din variantele timpurii ale istorismului.

## Exemple faimoase

### Asia
- Catedrala "Sfântul Andrei", Strada North Bridge din Singapore
- Biserica "Sfântul Sebastian" din Manila (Filipine)
- Catedrala "Santhome" , Madras (Chennai), India
- Instituția "Sfântul Mihail" , Ipoh din Malaezia

### Australia
- Casa "Vaucluse", Regența goticului în Sidney.
- Conservatorul muzicii din Sidney, grajdurile vechiului Guvern.
- Casa Guvernului, Sydney
- Catedrala "Sfântul Andrei", Sydney
- Catedrala "Sfânta Maria", Sydney
- Universitatea din Sidney, corpul principal începe să fie construit în 1850 și se extinde în secolul XX.
- Catedrala "Sfântul Patriciu", Melbourne
- Catedrala "Sfântul Paul", Melbourne
- Universitatea din Melbourne corpul principal.
- Catedrala "Sfântul David" (Hobart)
- Casa Guvernului, Hobart

### Austria
- Votivkirche, Viena, 1856-79
- Primăria din Viena, 1872-83

### Belgia
- Mânăstirea din Maredsous , 1872-1892
- Castelul din Loppem, 1856-1869

### Brazilia
- Catedrala "Sfântul Paul", São Paulo, 1912-1967

### Canada
- Catedrala "Sfântul Iacov", Toronto , Toronto, Canada, 1844
- Catedrala "Sfântului Ioan Botezătorul", St. John's, Newfoundland, 1847-85
- Clădirea Parlamentului, Ottawa, Ontario
- Biserica "Maicii Imaculate", Guelph, Ontario
- Clădirea "Currie", Colegiul militar regal din Canada, Kingston, Ontario, 1922
- Clădirea Colegiului "Saskatchewan", Saskatoon, Saskatchewan (1913)
- Biserica Anglicană "Mica Treime", 1843, Toronto, Ontario
- Biserica "Sfintei Treimi" (Toronto), 1847, Toronto, Ontario
- Basilica "Sfântul Dunstan" (Charlottetown) 1916, Charlottetown, PEI

### Cehia
- Catedrala "Sfântul Vitus", Praga, 1870-1929
- Catedrala din Olomouc, 1883-92
- Biserica "Sfânta Ludmila", Praga
- Palatul Hluboka

### Franța
- Biserica Sfântul Vincențiu de Paul din Marsilia⁠(en)[traduceți], Marsilia
- Biserica Sfânta Clotilda din Paris⁠(en)[traduceți]

### Germania
- Biserica "Friedrichwerdersche" , Berlin, 1824-30
- Castelul din Kamenz (denumit acum Kamieniec Ząbkowicki, din Polonia), 1838-65
- Domul din Köln, 1842-80
- Primăria din München, 1867-1909

### Italia
- Castelul "Pollenzo", Brà (lângă Cuneo), Piedmont.

Fațada clopotniței Domului din Florența.

### Noua Zeelandă
- Spitalul de nebuni "Seacliff", Dunedin, 1884-1959
- Muzeul din Canterbury, Christchurch
- Centrul de artă "Biserica lui Hristos", Christchurch
- Catedrala "Biserica lui Hristos", Christchurch

### Norvegia
- Catedrala din Tromsø ,din lemn, Tromsø, 1861
- Biserica Sagene, Oslo, 1891

### Regatul Unit al Marii Britanii si al Irlandei de Nord
- Catedrala din Liverpool
- Câmpul Strawberry , început a fi construit în 1749
- Castelul "Hawarden" (secolul XVIII), Hawarden, Țara Galilor
- Mânăstirea "Fonthill" , Wiltshire, Anglia, 1795-1813
- Castelul "Gwrych" , Abergele, Țara Galilor, 1819
- Castelul "Penrhyn" , Gwynedd, Țara Galilor, 1820-1845
- Castelul "Cyfarthfa", Merthyr Tydfil, Țara Galilor, 1824
- Palatul "Westminster" (Parlamentul), Londra, Anglia, început a fi construit în  1840
- Biserica "Edinburgh Barclay" , Edinburgh, Scoția, 1862-1864
- Monumentul "Scott" , Edinburgh, Scoția, început a fi construit în  1841
- Palatul "Woodchester", Gloucestershire, c. 1858–1873
- Tyntesfield, Somerset, 1863
- Castelul "Cardiff" , Glamorgan, Țara Galilor 1866-1869
- Gara St Pancras, Londra, Anglia, 1868
- Clădirea "Gilbert Scott" , Universitatea din Glasgow campus, Glasgow, Scoția, 1870
- Colegiul "Keble" , Oxford, Anglia, 1870
- Castelul "Coch", Glamorgan, Țara Galilor, 1871
- Memorialul "Albert", Londra, Anglia, 1872
- Primăria din Manchester, Manchester, Anglia, 1877
- Mânăstirea "Downside", Somerset, c. 1882–1925
- Librăria "John Rylands" , Manchester, Anglia, 1890-1900
- Clădirea memorială "Wills"  în  Universitatea din Bristol, Bristol, Anglia, 1915-25
- teatrul din Broadway, Catford, Londra, 1928-32
- 33-35 Eastcheap, Londra, centrul istoric
- Librăria "The Maughan", Londra, centrul istoric, Anglia, 1851-1858

### România
- Biserica "Sfântul Petru" din Cluj
- Biserica "Preasfânta Inimă a lui Isus" din Ditrău, Harghita
- Biserica "Preasfânta Inimă a lui Isus" din Elisabetin, Timiș
- Biserica reformată din Deva
- Biserica "Coborârea Duhului Sfânt" din Putna
- Biserica "Coborârea Sfântului Duh" din Adjudeni, Neamț
- Biserica Roșie din Arad
- Palatul Culturii din Iași (1906-1925)
- Biserica (romano-catolică) "Nașterea Sf. Ioan Botezătorul" din Botoșani
- Biserica (romano-catolică) "Adormirea Maicii Domnului" din Cacica, Suceava
- Școala „Sfânta Maria" din Craiova (1889)
- Biserica "Adormirea Maicii Domnului" din Sighet (1892)

### Rusia
- Biserica "Sfântul Ioan" din palatul Chesme (1780), Sankt Petersburg
- Tsaritsyno, Moscova
- Turnul Nikolskaya de la Kremlinul din Moscova
- Catedrala catolică din Moscova
- TSUM, Moscova

### Statele Unite ale Americii
- Catedrala "Sfântul Ioan cel Divin", New York
- Catedrala "Sfântul Patriciu", New York, 1858-78
- Clădirea "Woolworth", New York, 1910-13
- Catedrala "Sfântul Ioan Botezătorul" din Savannah
- Catedrala Națională din Washington, Washington, D.C. (sector al Columbiei, 1907-90)
- Catedrala "Neprihănitei Zămisliri", Denver
- Catedrala "Neprihănitei Zămisliri", Peoria
- Turnul "Gasson" și Librăria "Bapst" din Colegiul din Boston, 1908
- Turnul "McGraw", Librăria Universității "Cornell", Holul "Willard Straight" și alte corpuri ale Universității "Cornell" (campusul din Ithaca, New York)
- Turnul "Harkness" din Universitatea din Yale (New Haven, Connecticut, 1917-21)
- Corpurile Universității "Lehigh" din Bethlehem, Pennsylvania, 1925
- Turnul "Tribune", Chicago, Illinois, complet terminat în 1925
- Capela "Duke" și fațada centrală a campusului de vest al Universității din Duke, Durham, North Carolina, 1930-35
- Biserica prezbiteriană "East Liberty" , Pittsburgh, Pennsylvania, 1932-35
- Catedrala "Învățării" și Capela Memorială "Heinz" ale universității din Pittsburgh, Pittsburgh, Pennsylvania,
- Câteva corpuri ale Universității din Richmond campus, Richmond, Virginia, 1937
- Holul "Healy" din Universitatea Georgetown , Washington, D.C., 1877-79
- PPG Place, Pittsburgh, Pennsylvania, 1984
- Liceul "Lanier" , Montgomery, Alabama
- Librăria Colegiului "Vassar" din Poughkeepsie, NY
- Capela "Rockefeller" și alte câteva corpuri ale Universității din Chicago campus, Chicago, Illinois
- Templul Salt Lake, Salt Lake City, Utah, 1896
- Biserica Episcopală din Cleveland, Ohio) 1836, cea mai veche clădire din Cuyahoga, Ohio
- Biserica Episcopală "Sfântul Petru" din Pittsburgh, Pittsburgh, Pennsylvania construită în 1851, mutată și reconstruită în 1901,
- Câteva corpuri ale Colegiului "Bryn Mawr campus", Bryn Mawr, Pennsylvania
- Câteva corpuri ale Universității din Florida campus, Gainesville, Florida
- Capela "Duke" și câteva corpuri ale Universității "Duke" campus, Durham, Carolina de Nord
- Câteva corpuri ale Colegiului din "New York campus", orașul New York
- Câteva corpuri ale Colegiului din Rhodes, Memphis, Tennessee

### Ucraina
- Castelul "Cuibul Rândunicii", sudul Crimeei

### Ungaria
- Parlamentul din Budapesta
- Biserica "Mátyás" din Budapesta
- Biserica "Sfânta Elisabeta a Casei Arpad" din Budapesta
- Biserica "Sfântul Rocco" din Seghedin
- Biserica "Preasfânta Inimă a lui Isus" din Kőszeg
- Castelul "Vajdahunyad" din Budapesta
- "Bastionul Pescarilor" din Budapesta

## Adepți ai stilului neogotic
| - Truman O. Angell - James Piers St Aubyn - Edmund Blacket - George Frederick Bodley - David Bryce - William Burges - William Butterfield - Richard Carpenter - Philander Chase - Richard Cromwell Carpenter - Charles Klauder - Sir Ninian Comper - Cope & Stewardson - Ralph Adams Cram - Charles Amos Cummings - Alexander Jackson Davis - Louis Delacenserie - Andrew Jackson Downing - Benjamin Ferrey | - Watson Fothergill - Thomas Fuller - Frank Furness - Thomas Garner - Bertram Goodhue - Francis Goodwin - Charles Francis Hansom - Joseph Hansom - Charles Donagh Maginnis - Benjamin Mountfort - John Notman - George Fellowes Prynne - Augustus Welby Northmore Pugin - James Gamble Rogers - Robert Lewis Roumieu - John Dando Sedding - George Gilbert Scott - George Edmund Street | - Henry Vaughan - William Strickland - Eugene Emmanuel Viollet-le-Duc - William Wardell - Alfred Waterhouse - William White - William Pitt - Guilbert and Betelle - Sanderson Miller - Imre Steindl - Frederick Thomas Pilkington |